# Guraleus australis
Guraleus australis é uma espécie de gastrópode do gênero Guraleus, pertencente a família Mangeliidae.